# Ersin Tatar
Ersin Tatar (ur. 1960) – polityk nieuznawanego państwa Cypr Północny. Urodził się w Nikozji, ukończył szkołę średnią w Wielkiej Brytanii, studiował na Uniwersytecie w Cambridge, pracując jako księgowy w brytyjskim oddziale koncernu PriceWaterhouse (1982-1986) oraz w PollyPeck (1986-1991). 
W 1991 przeprowadził się do Ankary, pracując do 1992 w FMC Nurol Defense Industry Co, następnie jako dyrektor finansowy w ShowTv (1992-2001). Był też aktywnym członkiem diaspory cypryjskich Turków w Ankarze. W 2003 rozpoczął karierę polityczną, wstępując do Partii Jedności Narodowej. W 2009 wybrany do parlamentu Cypru Północnego, w latach 2009-2013 minister finansów. W 2018 stanął na czele partii. Od 22 maja 2019 do 23 października  2020 premier Cypru Północnego.
18 października 2020 wybrany na prezydenta Cypru Północnego. Zaprzysiężony 23 października.